# Jacques Dasbourg
Jacob (Jacques) Dasbourg (Vianden, 5 juni 1879 – Redange, 25 mei 1920) was een Luxemburgs kunstschilder.

## Leven en werk
Jacques Dasbourg was een zoon van Johann Mathias Dasbourg en Angelika Reis. Hij werd opgeleid aan de École d'artisans de l'État, de ambachtsschool in de stad Luxemburg en vervolgde zijn opleiding aan de academie van Straatsburg en de kunstacademie van München.
Dasbourg bouwde in München een bestaan op met het schilderen van fresco's in Beierse kerken, daarnaast schilderde hij realistische portretten en landschappen. Hij was lid van de Cercle Artistique de Luxembourg (CAL) en exposeerde tussen 1902 en 1916 op de Salon du CAL. In 1913 toonde hij daar een gezicht op Vianden, volgens de recensent van L'Indépendance luxembourgeoise "een opmerkelijk werk, met een solide tekening en een compositie die duidt op een fijnzinnige kunstenaar." Door de Eerste Wereldoorlog verslechterde de situatie in München en keerde Dasbourg terug naar Luxemburg. Hij werd er docent aan de ambachtsschool. Het Musée national d'archéologie, d'histoire et d'art heeft werk van Dasbourg in de collectie.
Jacques Dasbourg overleed op 40-jarige leeftijd.

## Enkele werken
- 1913-1914: fresco's van de visitatie van Maria, Maria-Tenhemelopneming en de kroning van Maria in de parochiekerk van Kirchdorf im Wald, Duitsland.
- 1914-1915: een kruisweg en fresco's met scènes uit het leven van de heilige Egidius in het schip en een aanbiddingsscène in het koor van de Sint-Egidiuskerk in Grafing, Duitsland.